# Weilheim an der Teck
Weilheim an der Teck település Németországban, azon belül Baden-Württembergben. Lakosainak száma 10 397 fő (2023. december 31.).

## Népesség
A település népessége az elmúlt években az alábbi módon változott:
| Lakosok száma | 7934 | 9609 | 10 305 | 10 275 | 10 269 | 10 324 | 10 397 |
|               | 1975 | 2012 | 2017   | 2019   | 2021   | 2022   | 2023   |